# Осокоры (Семёновский район)
Осокоры (укр. Осокори) — село,
Жовтневый сельский совет,
Семёновский район,
Полтавская область,
Украина.
Код КОАТУУ — 5324582011. Население по переписи 2001 года составляло 45 человек.

## Географическое положение
Село Осокоры примыкает к селу Рокиты,
на расстоянии в 2,5 км от села Новая Петровка.